# Absolution Tour
Absolution Tour is de tweede dvd van de Britse rockband Muse. De dvd, die uitgegeven is op 12 december 2005, bevat een gedeelte van het optreden wat de band in 2004 gaf op het Glastonbury Festival. De dvd werd ook meegeleverd met de Amerikaanse speciale editie van Black Holes and Revelations.

## Tracklist
Alle teksten zijn geschreven door Matthew Bellamy. 
| 1.                 | Hysteria                                                 | 4:12 |
| 2.                 | New Born                                                 | 6:29 |
| 3.                 | Sing for Absolution                                      | 4:55 |
| 4.                 | Muscle Museum                                            | 5:06 |
| 5.                 | Apocalypse Please                                        | 4:42 |
| 6.                 | Ruled by Secrecy                                         | 4:57 |
| 7.                 | Sunburn                                                  | 5:32 |
| 8.                 | Butterflies and Hurricanes                               | 6:11 |
| 9.                 | Bliss                                                    | 3:53 |
| 10.                | Time Is Running Out                                      | 4:02 |
| 11.                | Plug In Baby                                             | 5:02 |
| 12.                | Blackout                                                 | 4:24 |
| 13.                | Fury (live, Los Angeles)                                 | 4:58 |
| 14.                | The Small Print (live, Earls Court)                      | 3:40 |
| 15.                | Stockholm Syndrome (live, Earls Court)                   | 7:15 |
| 16.                | The Groove In The States (live, Cincinnati en San Diego) | 9:52 |
| Totale duur: 85:10 |                                                          |      |

## Trivia
- De nummers Citizen Erased en Stockholm Syndrome werden wel gespeeld op het Glastonbury Festival, maar zijn niet aanwezig op de dvd.
- Thoughts of a Dying Atheist en Endlessly zijn aanwezig als verborgen nummer op de dvd. Deze kunnen op de volgende manier worden afgespeeld: Navigeer naar het menu met Extra's, druk daarna op de linkerknop. De X in Extra's zal dan oplichten. Druk dan op afspelen en de nummers worden afgespeeld.